# Спіна

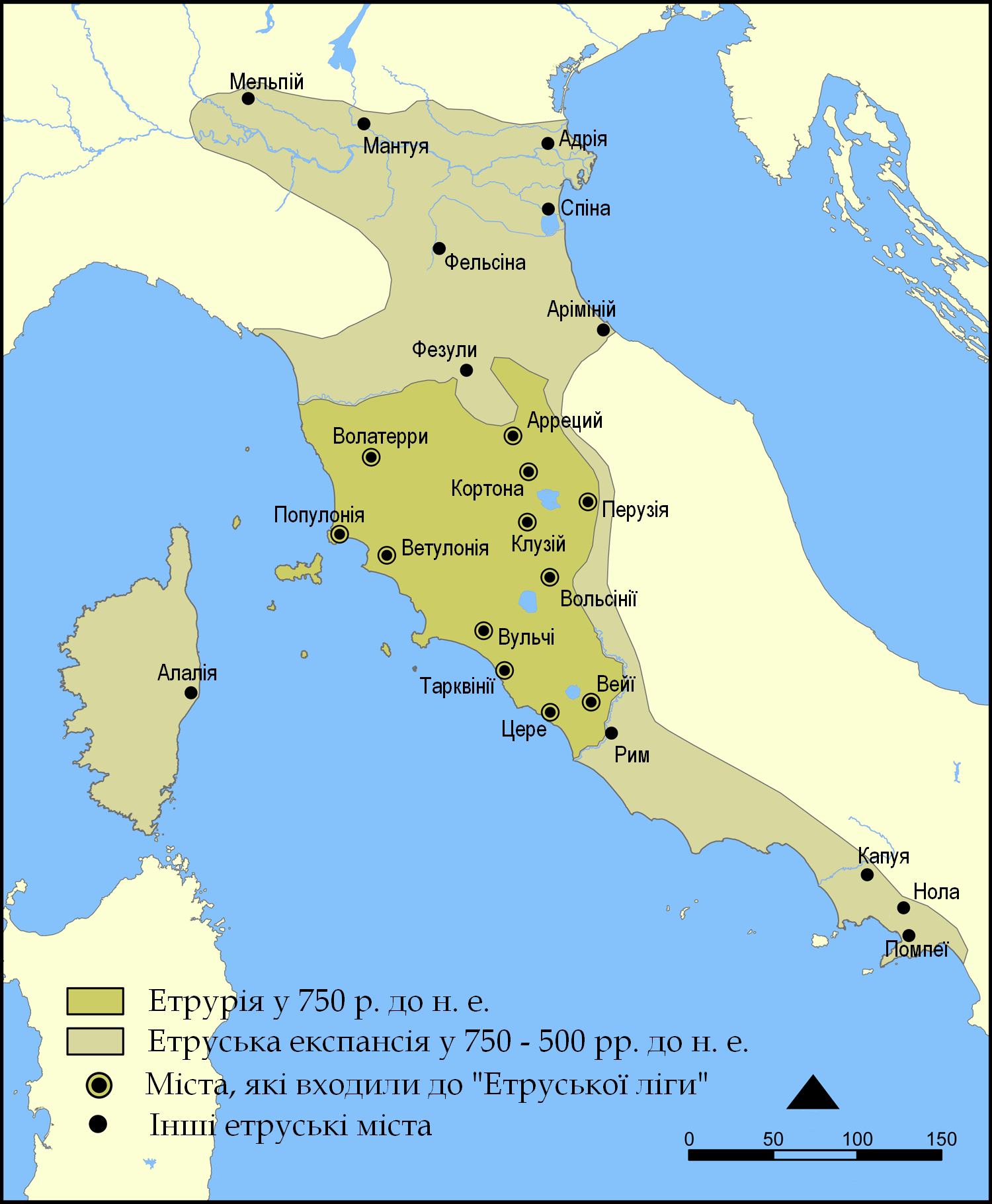
Етрурія і поширення етруського впливу

Місто Спіна (італ. La Spina) — неіснуюче зараз місто на Аппенінах, що належало ертускам в сучасному районі Емілья-Романья. Віднайдене завдяки аерофотозйомкам з літака і розкопане археологами в 20 ст.

## Історія
Місто Спіна було розташоване в стародавній дельті річки По і було портом народу етрусків на узбережжі Адріатичного моря. За датуваннями археологів засноване в 6 столітті до нашої ери. Місто розташоване на схід від сучасних міст Феррара та Мантуя і на південь від Венеції. З майбутньою Венецією місто було споріднене як алювіальними, нетривкими ґрунтами, так і побудовою споруд на палях.
Некрополь міста Спіна був розташований за сім кілометрів від сучасної комуни Комаччо. Некрополь десятиліттями грабували «чорні археологи» та розкрадачі могил з італійських селищ, що постачали стародавні артефакти на чорний антикварний ринок. Лише в 1920-х роках була проведена розвідка і фотофіксація місцевості з літака, котра і виявила залишки античного міста. Знахідки з некрополя вважали належними етрускам, зниклому народу італійського півострова, колонізованому та насильницькі розчиненому в давньоримському етносі.
Відомостей про заснування міста не збережено. Дискусії щодо народа-засновника не дійшли висновку і питання поки що відкрите. За припущеннями, засноване етрусками і було під значним впливом еллінізму.
Місто-порт Спіна досягло свого розквіту між шостим та третім століттями до н. е. Колонізований римлянами, порт втрачав своє значення і був покинутий після 1 століття н. е.

## Музей Спіни і скарби мистецтва в Феррарі

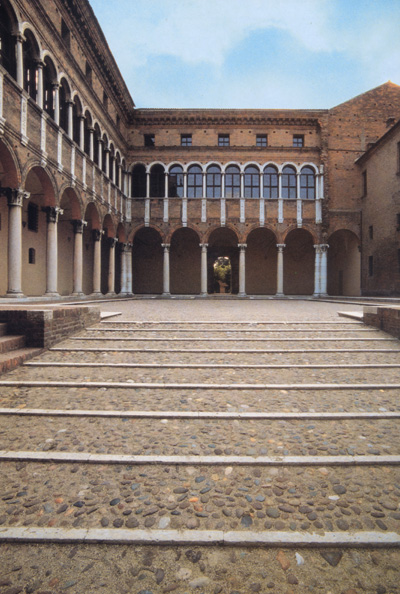
Реставрований дворик палацо Костабілі, Ферара

Археологи встигли розкопати і дослідити близько 4000 поховань з пограбованого до них некрополя. Знайдений цілий комплекс античних речей з різних матеріалів — кераміка, мідь, монети, вироби з бронзи та золота тощо. Значна наукова вартість знахідок спонукала до створення нового музею. Для археологічних знахідок був створений Національний археологічний музей в місті Феррара. Музей розмістили в старовинному палаці Костабілі, комплекс споруд якого був реставрований і пристосований для музейного використання. В старовинному дворику палацу відтворили навіть сад доби Відродження за старими планами.

## Унікальність знахідок зі Спіни

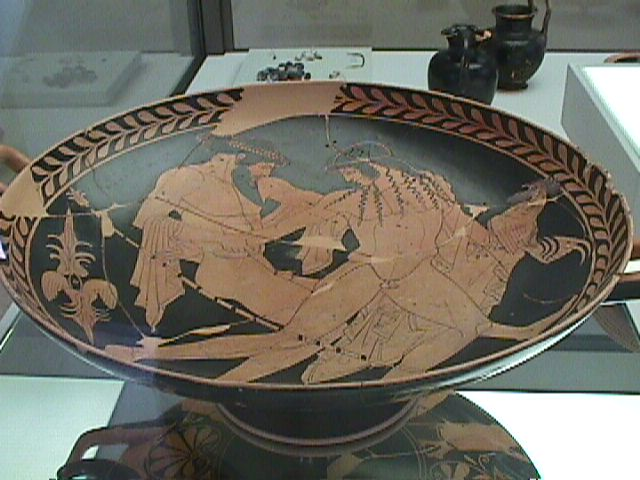
Реставрований кілікс з некрополя Спіни. «Зевс та Ганімед», вазописець Пентесілей

Досить швидко прийшло усвідомлення унікальності археологічних знахідок з некрополя Спіни. Особливо значущими були знахідки з керамічних центрів Староданьої Греції. Зібрані з кільканадцяти уламків, фігурні вази, рибні тарелі, амфори, кілікси, кратери донесли до сучасних науковців імена і нові твори відомих вазописців, серед яких Сотад, Пентесілей та інші.

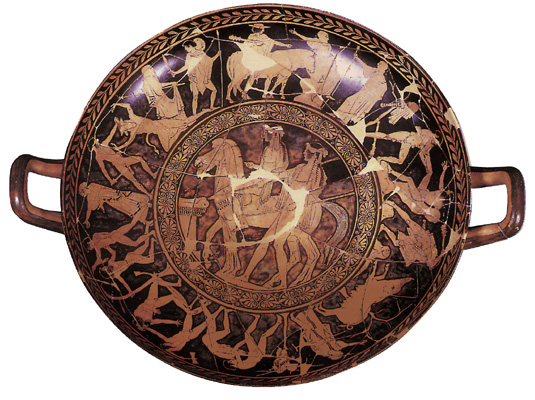
Червонофігурний кілікс зі Спіни, виготовлений в Аттиці. Феррара
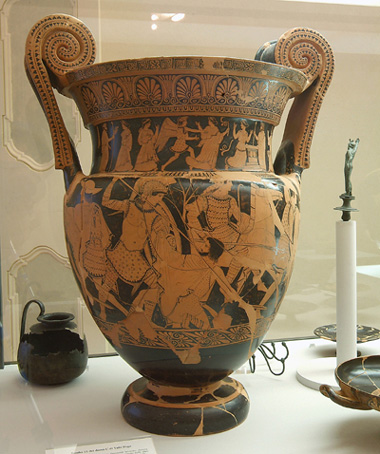
Червонофігурний кратер зі Сніни. Феррара